# A Case at Law
Pour plus de détails, voir Fiche technique et Distribution.
A Case at Law est un film américain réalisé par Arthur Rosson, sorti en 1917.

## Synopsis
Le Docteur Saunders, devenu alcoolique, laisse la garde de sa fille Mayme à sa sœur et part dans l'ouest pour commencer une nouvelle vie. Dans la petite ville de Sago, il devient adepte de la prohibition et se retrouve ainsi l'ennemi d'Art, le propriétaire du saloon.
Mayme a grandi et se marie avec le journaliste Jimmy Baggs, qui vient justement d'être engagé par le journal de Sago. Jimmy commence à boire, Mayme fait appel au docteur local. Saunders, la reconnaissant, choisit de ne pas lui avouer qu'il est son père, et les invite à habiter chez lui pour mieux traiter Jimmy. Jimmy guérit, mais un jour qu'il est envoyé faire un reportage au saloon, il revient soûl. Saunders, enragé, va au saloon avec un fusil et tire au hasard. Il est arrêté et jugé, mais le jury le déclare non coupable. L'emprise d'Art sur la ville étant finalement rompue, il avoue tout à sa fille.

## Fiche technique
- Titre original : A Case at Law
- Réalisation : Arthur Rosson
- Scénario d'après une histoire de William Dudley Pelley
- Photographie : Roy F. Overbaugh
- Production : Allan Dwan
- Société de production : Triangle Film Corporation

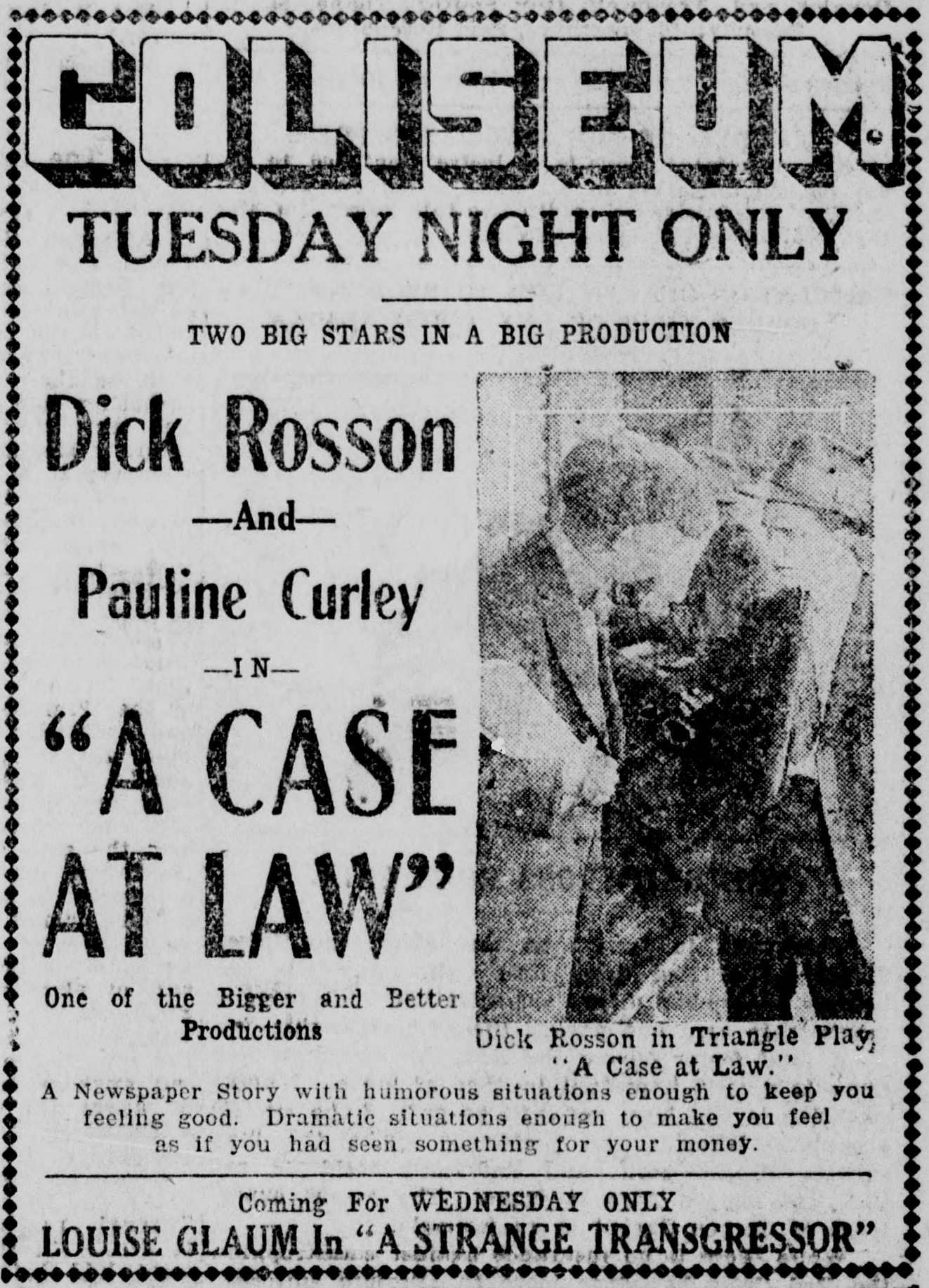
A Case at Law, american movie

- Société de distribution : Triangle Distributing Corporation
- Pays d’origine :  États-Unis
- Langue originale : anglais
- Format : noir et blanc — 35 mm — 1,37:1 — Film muet
- Genre : drame
- Durée : 5 bobines
- Date de sortie :
  - États-Unis : 18 novembre 1917

## Distribution
- Richard Rosson : Jimmy Baggs
- Pauline Curley : Mayme Saunders
- Riley Hatch : Saunders
- John T. Dillon : Art
- Eddie Sturgis